# Cheerleader
«Cheerleader» — песня, записанная ямайским певцом OMI. Песня была написана и спродюсировна OMI, Клифтоном Диллоном, Марком Брэдфордом и Райаном Диллоном. OMI начал работать над «Cheerleader» в 2008 году, написав мелодию песни. В течение нескольких лет, совместно с ямайским продюсером Клифтоном Диллоном, он работал на совершенствованием трека. Первыми исполнителями песни стали ветераны музыкальной индустрии Sly and Robbie и Dean Fraser. «Cheerleader» была выпущена независимым лейблом Oufah и имела большой успех на Ямайке, попав в топовые чарты страны и на радиостанции Дубая и Гавай.
Надеясь на большой успех у более широкой аудитории, OMI подписывает контракт с американским танцевальным лейблом Ultra Records в 2013 году. Ultra связалась с двумя диск-жокеями, чтобы они сделали ремикс на оригинальную версию песни. Лейбл и продюсеры песни выбрали ремикс, сделанный молодым немецким диджеем Felix Jaehn, который отошёл от оригинальной инструментальной версии песни для исполнения её в стиле дип-хаус с элементами тропической музыки, заметно выделяя трубу, биты конги и фортепиано. Ремикс на «Cheerleader» был выпущен в мае 2014 года.
В 2015 году песня имела большой успех в мире. «Cheerleader» поднялась на вершину чартов в 20 странах, в том числе в США, Великобритании, Австралии, Франции и Германии. В многих странах песня получила мультиплатиновый статус.

## История
OMI — сценический псевдоним Омара Самуэля Паслеи — родился в Кларандоне, в провинции Ямайки. Он рос с любовью к американскому хип-хопу, но интерес к музыке у него появился после прослушивания таких исполнителей как Джон Ледженд, Нэт Кинг Коул и Сэм Кук. OMI начал работу над «Cheerleader» в 2008 году, когда он проснулся с напевом мелодии. «Это было похоже на не большой ямайский детский стих, как 'раз, два, три, пряжку застегни', такую вещь мы называем 'кольцевой игрой'. Остальная часть песни встала на своё место как мозаика», вспоминает OMI. В следующем году о нём узнает продюсер Клифт Диллон, влиятельная фигура в ямайской музыкальной индустрии, который впоследствии стал его менеджером и напарником. OMI первоначально написал только два куплета для песни, как интерлюдию к его альбому. Диллон убедил его написать третий куплет, так началась формироваться песня. Ямайская ритм-группа Sly and Robbie и ветеран саксофонист Dean Fraser способствовали записи оригинальной версии «Cheerleader», которая была выпущена в 2011 на Oufah, независимом лейбле в Кингстоне.
В следующем апреле, Патрик Мокси, президент американского EDM лейбла Ultra Records, узнал об песне. Согласно Мокси, он отдыхал в Монреале, когда впервые услышал «Cheerleader» от одного промоутера, который дал ему послушать песни популярные в Вест-Индии. Между тем, Salaam Remi, американский хип-хоп продюсер, которому принадлежало отделение Sony, также интересовался обеспечением более широкой аудитории для песни. Ultra подписывает контракт с OMI в конце 2013 года. Лейбл вскоре начал переговоры с двумя диск-жокеями: Ricky Blaze, хип-хоп продюсером из Бруклина, и Felix Jaehn, продюсером из Германии. Им отправили «Cheerleader» и а капелла версию, чтобы они написали ремикс на песню. Felix Jaehn наслаждался вокалом песни, но чувствовал, что её инструментальная составляющая не вызывает восторга; он надеялся, что ремикс будет более танцевальным. В январе 2014 Felix Jaehn закончил работу над ремиксом, который был выпущен Ultra Records в мае.

## Композиция
Ремикс на песню «Cheerleader» был дополнен звуком трубы, бонгами и партией фортепиано, схожей с самбой. Вокала OMI стал более ритмичным и отошёл от большей части оригинального ритма песни с цифровой инструменталкой. Звуки саксофона были заменены трубными. Эти атрибуты посчитали более приемлемыми для международной аудитории. «Cheerleader» включает в себя разные жанры: дип-хаус, смешанный регги и электро-ска.
Лирика песни сосредоточена на радости главного героя при нахождении рядом с ним «чирлидер» — романтического компаньона, который будет для него поддержкой в трудную минуту. В то время как лирика песни имеет больше отношение к роману, OMI считает, что: «В ней говорится больше чем просто о второй половинке. Вней говорится о любом кто может стать этой поддержкой».

## Музыкальное видео
Оригинальное музыкальное видео было снято Тимом Кэшем в Орегоне на маленький бюджет.В январе 2015 года был снят второй клип, режиссёром Scorpio 21, в кафе 'Красные кости' в Andrew Parish.
Поскольку песня начала получать международный успех, было решено снять новое видео уже на ремикс Jaehn. Клип был снят во Флориде на пляже Haulover Park, который был выбран для подчеркивания смысла песни, описанный OMI как « энергетика постоянно подогревающая игривым солнечным светом». Видео было снято режиссёром Ленни Басом, который раньше работал над клипами Fantasia и Гевина ДеГро.

## Коммерческий успех
Ремикс на «Cheerleader» постепенно покорял чарты во всем мире; сначала песня возглавила топовые чарты Европы, прежде чем попасть в чарты Америки. Оригинальная версия песня заняла первые места в регги-чартах на Гавайях и Дубае в 2011 году, после стала хитом в родной стране OMI Ямайке.
Покорение Европы началось с Швеции, где ремикс на песню сначала стал популярным на Spotify. А затем повторил успех во Франции и Италии. В январе 2015 Sony Music, которая владеет Columbia и Ultra, называет ремикс на «Cheerleader» «Песней месяца»; в результате все подразделения компании предлагают дополнительное продвижение песни. К тому времени, «Cheerleader» занимала верхние позиции в чартах пяти европейских стран. В марте было подписано соглашение с лейблом Syco Music, которым владеет Саймон Коуэлл, для продвижения песни на всей территории Великобритании. В апреле песня дебютировал в UK Singles Chart благодаря вирусному видео, в котором Саймон исполняет «Cheerleader». К началу мая песня поднялась на вершину UK Singles Chart, где продержалась 4 недели на первом месте, установив рекорд по лидерству в чарте среди ямайских исполнителей.
После успеха в Великобритании, песня в начале мая дебютировала в Billboard Hot 100. А 13 июля поднялась на первое место в чарте, удержав лидерство в Billboard Hot 100 на протяжении шести недель непрерывно. Позже Billboard назовет «Cheerleader» песней лета.

## Чарты
| Чарт (2014-15)                                          | Высшая позиция |
| ------------------------------------------------------- | -------------- |
| Австралия (ARIA)                                        | 1              |
| Австрия (Ö3 Austria Top 40)                             | 1              |
| Бельгия/Фландрия (Ultratop 50)                          | 1              |
| Бельгия/Валлония (Ultratop 50)                          | 1              |
| Бразилия (Hot 100 Airplay)                              | 1              |
| Канада (Billboard Canadian Hot 100)                     | 1              |
| Колумбия (National-Report)                              | 6              |
| Чехия (Rádio — Top 100)                                 | 1              |
| Чехия (Singles Digitál Top 100)                         | 5              |
| Дания (Tracklisten)                                     | 1              |
| Европа (Billboard Euro Digital Song Sales)              | 1              |
| Финляндия (Suomen virallinen lista)                     | 13             |
| Франция (SNEP)                                          | 1              |
| Германия (GfK)                                          | 1              |
| Венгрия (Rádiós Top 40)                                 | 1              |
| Венгрия (Single Top 40)                                 | 3              |
| Ирландия (IRMA)                                         | 1              |
| Израиль (Media Forest)                                  | 3              |
| Италия (FIMI)                                           | 2              |
| Япония (Billboard Japan Hot 100)                        | 46             |
| Ливан (OLT 20)                                          | 3              |
| Мексика (Mexico Ingles Airplay)                         | 1              |
| Нидерланды (Dutch Top 40)                               | 1              |
| Нидерланды (Single Top 100)                             | 1              |
| Новая Зеландия (Recorded Music NZ)                      | 3              |
| Норвегия (VG-lista)                                     | 5              |
| Польша (Polish Airplay Top 100)                         | 1              |
| Шотландия (OCC Scotland)                                | 1              |
| Словакия (Rádio — Top 100)                              | 1              |
| Словакия (Singles Digitál Top 100)                      | 4              |
| Словения (SloTop50)                                     | 1              |
| ЮАР (EMA)                                               | 1              |
| Испания (PROMUSICAE)                                    | 3              |
| Швеция (Sverigetopplistan)                              | 1              |
| Швейцария (Schweizer Hitparade)                         | 1              |
| Великобритания (OCC UK Singles)                         | 1              |
| США (Billboard Hot 100)                                 | 1              |
| США (Billboard Adult Contemporary)                      | 11             |
| США (Billboard Adult Pop Airplay)                       | 6              |
| США (Billboard Dance/Mix Show Airplay)                  | 2              |
| США (Billboard Latin Pop Airplay) · featuring Nicky Jam | 6              |
| США (Billboard Pop Airplay)                             | 1              |
| США (Billboard Rhythmic)                                | 1              |

| Чарт (2015)                                         | Позиция |
| --------------------------------------------------- | ------- |
| Австралия (ARIA)                                    | 2       |
| Австрия (Ö3 Austria Top 40)                         | 1       |
| Бельгия (Ultratop Flanders)                         | 2       |
| Бельгия (Ultratop Wallonia)                         | 1       |
| Канада (Canadian Hot 100)                           | 3       |
| Колумбия (National-Report)                          | 26      |
| Дания (Tracklisten)                                 | 2       |
| Франция (SNEP)                                      | 1       |
| Германия (Official German Charts)                   | 1       |
| Израиль (Media Forest)                              | 14      |
| Италия (FIMI)                                       | 3       |
| Новая Зеландия (Recorded Music NZ)                  | 5       |
| Польша (ZPAV)                                       | 2       |
| Словения (SloTop50)                                 | 5       |
| Испания (PROMUSICAE)                                | 2       |
| Швеция (Sverigetopplistan)                          | 6       |
| Швейцария (Schweizer Hitparade)                     | 2       |
| Великобритания UK Singles (Official Charts Company) | 2       |
| США Billboard Hot 100                               | 11      |
| США Adult Contemporary (Billboard)                  | 25      |
| США Adult Top 40 (Billboard)                        | 27      |
| Чарт (2016)                                         | Позиция |
| Бразилия (Brasil Hot 100)                           | 6       |
| Канада (Canadian Hot 100)                           | 97      |

## Сертификация
| Регион | Сертификация                        | Продажи   |
| --- | ----------------------------------- | --------- |
| Австралия (ARIA) | 6× Платиновый                       | 420 000   |
| Австрия (IFPI Austria) | Платиновый                          | 30 000*   |
| Бельгия (BEA) | 2× Платиновый                       | 40 000    |
| Канада (Music Canada) | Бриллиантовый                       | 800 000   |
| Дания (IFPI Danmark) | 4× Платиновый                       | 240 000^  |
| Франция (SNEP) | Бриллиантовый                       | 250 000*  |
| Германия (BVMI) | 4× Платиновый                       | 1 200 000 |
| Италия (FIMI) | 7× Платиновый                       | 350 000   |
| Мексика (AMPROFON) | Бриллиантовый+2× Платиновый+Золотой | 450 000   |
| Новая Зеландия (RMNZ) | 3× Платиновый                       | 45 000*   |
| Испания (PROMUSICAE) | 4× Платиновый                       | 160 000   |
| Швеция (GLF) | 7× Платиновый                       | 280 000   |
| Великобритания (BPI) | 5× Платиновый                       | 3 000 000 |
| США (RIAA) | 3× Платиновый                       | 2,100,000 |
| * Данные о продажах приведены только на основе сертификации. · ^ Данные о тиражах приведены только на основе сертификации. · Данные о продажах + прослушиваниях приведены только на основе сертификации. |                                     |           |